# Liste der Bodendenkmäler in Ansbach
Auf dieser Seite sind die Bodendenkmäler in der mittelfränkischen kreisfreien Stadt Ansbach zusammengestellt. Diese Tabelle ist eine Teilliste der Liste der Bodendenkmäler in Bayern. Grundlage ist die Bayerische Denkmalliste, die auf Basis des Bayerischen Denkmalschutzgesetzes vom 1. Oktober 1973 erstmals erstellt wurde und seither durch das Bayerische Landesamt für Denkmalpflege geführt wird. Die folgenden Angaben ersetzen nicht die rechtsverbindliche Auskunft der Denkmalschutzbehörde.

## Bodendenkmäler der Gemeinde Ansbach

### Bodendenkmäler in der Gemarkung Bernhardswinden
| Lage                       | Objekt                                                         | Akten-Nr.     | Bild |
| -------------------------- | -------------------------------------------------------------- | ------------- | ---- |
| Bernhardswinden (Standort) | Freilandstation des Mesolithikums.                             | D-5-6729-0045 |      |
| Bernhardswinden (Standort) | Freilandstation des Spätpaläolithikums oder des Mesolithikums. | D-5-6729-0046 |      |
| Bernhardswinden (Standort) | Freilandstation des Mesolithikums.                             | D-5-6729-0047 |      |
| Bernhardswinden (Standort) | Freilandstation des Mesolithikums.                             | D-5-6729-0048 |      |
| Bernhardswinden (Standort) | Freilandstation des Mesolithikums.                             | D-5-6729-0049 |      |
| Bernhardswinden (Standort) | Freilandstation des Mesolithikums.                             | D-5-6729-0050 |      |

### Bodendenkmäler in der Gemarkung Brodswinden
| Lage                   | Objekt | Akten-Nr.     | Bild |
| ---------------------- | --- | ------------- | ---- |
| Brodswinden (Standort) | Siedlung und Bestattungsplatz der Bronzezeit.                                                                       | D-5-6729-0071 |      |
| Brodswinden (Standort) | Freilandstation des Mesolithikums.                                                                                  | D-5-6729-0074 |      |
| Brodswinden (Standort) | Freilandstation des Mesolithikums.                                                                                  | D-5-6729-0075 |      |
| Brodswinden (Standort) | Schanze vor- und frühgeschichtlicher Zeitstellung.                                                                  | D-5-6729-0077 |      |
| Brodswinden (Standort) | Bestattungsplatz der Hallstatt- und Latènezeit.                                                                     | D-5-6729-0094 |      |
| Brodswinden (Standort) | Mittelalterliche und frühneuzeitliche Befunde im Bereich der Evangelisch-Lutherischen Pfarrkirche St. Bartholomäus. | D-5-6729-0105 |      |
| Brodswinden (Standort) | Abgegangene Wendelskapelle.                                                                                         | D-5-6729-0113 |      |

### Bodendenkmäler in der Gemarkung Claffheim
| Lage                 | Objekt                                                   | Akten-Nr.     | Bild |
| -------------------- | -------------------------------------------------------- | ------------- | ---- |
| Claffheim (Standort) | Freilandstation des Mesolithikums.                       | D-5-6729-0078 |      |
| Claffheim (Standort) | Siedlung vor- und frühgeschichtlicher Zeitstellung.      | D-5-6729-0080 |      |
| Claffheim (Standort) | Station des Mesolithikums und Siedlung des Neolithikums. | D-5-6729-0099 |      |

### Bodendenkmäler in der Gemarkung Elpersdorf b.Ansbach
| Lage                            | Objekt | Akten-Nr.     | Bild |
| ------------------------------- | --- | ------------- | ---- |
| Elpersdorf b.Ansbach (Standort) | Freilandstation des Mesolithikums. | D-5-6728-0053 |      |
| Elpersdorf b.Ansbach (Standort) | Freilandstation des Mesolithikums. | D-5-6728-0055 |      |
| Elpersdorf b.Ansbach (Standort) | Siedlung der Steinzeiten. | D-5-6729-0051 |      |
| Elpersdorf b.Ansbach (Standort) | Freilandstation des Mesolithikums und Siedlung des Neolithikums. | D-5-6729-0053 |      |
| Elpersdorf b.Ansbach (Standort) | Freilandstation des Mesolithikums. | D-5-6729-0054 |      |
| Elpersdorf b.Ansbach (Standort) | Freilandstation des Mesolithikums. | D-5-6729-0055 |      |
| Elpersdorf b.Ansbach (Standort) | Freilandstation des Mesolithikums. | D-5-6729-0056 |      |
| Elpersdorf b.Ansbach (Standort) | Freilandstation des Mesolithikums. | D-5-6729-0057 |      |
| Elpersdorf b.Ansbach (Standort) | Freilandstation des Mesolithikums. | D-5-6729-0095 |      |
| Elpersdorf b.Ansbach (Standort) | Mittelalterliche und frühneuzeitliche Befunde im Bereich der Evangelisch-Lutherischen Pfarrkirche St. Laurentius, mittelalterlicher und frühneuzeitlicher Friedhof. | D-5-6729-0115 |      |

### Bodendenkmäler in der Gemarkung Eyb
| Lage           | Objekt | Akten-Nr.     | Bild |
| -------------- | --- | ------------- | ---- |
| Eyb (Standort) | Freilandstation des Mesolithikums. | D-5-6629-0031 |      |
| Eyb (Standort) | Freilandstation des Mesolithikums und Siedlung des Neolithikums.                                                                                                   | D-5-6629-0032 |      |
| Eyb (Standort) | Freilandstation des Mesolithikums. | D-5-6729-0081 |      |
| Eyb (Standort) | Turmhügel des Mittelalters, Schanze der Neuzeit. | D-5-6729-0096 |      |
| Eyb (Standort) | Station des Mesolithikums. | D-5-6729-0100 |      |
| Eyb (Standort) | Mittelalterliche und frühneuzeitliche Befunde im Bereich der Evangelisch-Lutherischen Pfarrkirche St. Lambertus, mittelalterlicher und frühneuzeitlicher Friedhof. | D-5-6729-0117 |      |

### Bodendenkmäler in der Gemarkung Hennenbach
| Lage                  | Objekt                                                                    | Akten-Nr.     | Bild |
| --------------------- | ------------------------------------------------------------------------- | ------------- | ---- |
| Hennenbach (Standort) | Freilandstation des Mesolithikums.                                        | D-5-6629-0018 |      |
| Hennenbach (Standort) | Grabhügel der Vorgeschichte.                                              | D-5-6629-0034 |      |
| Hennenbach (Standort) | Freilandstation des Mesolithikums oder des Spätpaläolithikums             | D-5-6629-0036 |      |
| Hennenbach (Standort) | Freilandstation des Mesolithikums oder des Spätpaläolithikums.            | D-5-6629-0037 |      |
| Hennenbach (Standort) | Freilandstation des Mesolithikums.                                        | D-5-6629-0039 |      |
| Hennenbach (Standort) | Freilandstation des Mesolithikums und des Spätpaläolithikums.             | D-5-6629-0040 |      |
| Hennenbach (Standort) | Freilandstation des Spätpaläolithikums und des Mesolithikums.             | D-5-6629-0042 |      |
| Hennenbach (Standort) | Station des Mesolithikums.                                                | D-5-6629-0088 |      |
| Hennenbach (Standort) | Mittelalterliche und frühneuzeitliche Befunde im Bereich der Galgenmühle. | D-5-6629-0096 |      |

### Bodendenkmäler in der Gemarkung Neunkirchen b.Leutershausen
| Lage                                   | Objekt                             | Akten-Nr.     | Bild |
| -------------------------------------- | ---------------------------------- | ------------- | ---- |
| Neunkirchen b.Leutershausen (Standort) | Freilandstation des Mesolithikums. | D-5-6628-0053 |      |

### Bodendenkmäler in der Gemarkung Neunstetten
| Lage                   | Objekt                             | Akten-Nr.     | Bild |
| ---------------------- | ---------------------------------- | ------------- | ---- |
| Neunstetten (Standort) | Freilandstation des Mesolithikums. | D-5-6728-0054 |      |

### Bodendenkmäler in der Gemarkung Neuses b.Ansbach
| Lage                        | Objekt                                                                 | Akten-Nr.     | Bild |
| --------------------------- | ---------------------------------------------------------------------- | ------------- | ---- |
| Neuses b.Ansbach (Standort) | Freilandstation des Mesolithikums.                                     | D-5-6629-0043 |      |
| Neuses b.Ansbach (Standort) | Freilandstation des Mesolithikums.                                     | D-5-6629-0044 |      |
| Neuses b.Ansbach (Standort) | Freilandstation des Mesolithikums.                                     | D-5-6629-0046 |      |
| Neuses b.Ansbach (Standort) | Freilandstation des Spätpaläolithikums und vorgeschichtliche Siedlung. | D-5-6629-0048 |      |
| Neuses b.Ansbach (Standort) | Befestigungswerk vor- und frühgeschichtlicher Zeitstellung.            | D-5-6629-0049 |      |
| Neuses b.Ansbach (Standort) | Freilandstation des Mesolithikums.                                     | D-5-6629-0089 |      |
| Neuses b.Ansbach (Standort) | Freilandstation des Mesolithikums und Siedlung des Neolithikums.       | D-5-6629-0102 |      |

### Bodendenkmäler in der Gemarkung Schalkhausen
| Lage                    | Objekt | Akten-Nr.     | Bild |
| ----------------------- | --- | ------------- | ---- |
| Schalkhausen (Standort) | Freilandstation des Mesolithikums.                                                                              | D-5-6628-0032 |      |
| Schalkhausen (Standort) | Vorgeschichtlicher Grabhügel.                                                                                   | D-5-6628-0033 |      |
| Schalkhausen (Standort) | Burgstall des Mittelalters.                                                                                     | D-5-6629-0033 |      |
| Schalkhausen (Standort) | Freilandstation des Mesolithikums.                                                                              | D-5-6629-0051 |      |
| Schalkhausen (Standort) | Freilandstation des Mesolithikums.                                                                              | D-5-6629-0052 |      |
| Schalkhausen (Standort) | Freilandstation des Mesolithikums.                                                                              | D-5-6629-0053 |      |
| Schalkhausen (Standort) | Mittelalterlicher Burgstall.                                                                                    | D-5-6629-0055 |      |
| Schalkhausen (Standort) | Mittelalterliche und frühneuzeitliche Befunde im Bereich der Evangelisch-Lutherischen Pfarrkirche St. Nikolaus. | D-5-6629-0099 |      |
| Schalkhausen (Standort) | Mittelalterliche und frühneuzeitliche Befunde im Bereich der Scheermühle.                                       | D-5-6629-0101 |      |
| Schalkhausen (Standort) | Freilandstation des Spätpaläolithikums.                                                                         | D-5-6729-0058 |      |
| Schalkhausen (Standort) | Freilandstation des Mesolithikums.                                                                              | D-5-6729-0087 |      |
| Schalkhausen (Standort) | Freilandstation des Mesolithikums.                                                                              | D-5-6729-0101 |      |